# 阿沃卡 (紐約州村)
阿沃卡（英語：Avoka）是位於美國紐約州斯托本縣的村。

## 人口
根據2020年美國人口普查的數據，阿沃卡的面積為3.44平方千米，當中陸地面積為3.48平方千米，而水域面積為0.01平方千米。當地共有人口809人，而人口密度為每平方千米235人。